# Le Flore County
Le Flore County är ett administrativt område i delstaten Oklahoma, USA, med 50 384 invånare. Den administrativa huvudorten (county seat) är Poteau.

## Geografi
Enligt United States Census Bureau har countyt en total area på 4 165 km². 4 107 km² av den arean är land och 58 km² är vatten.

### Angränsande countyn
- Sequoyah County - nord
- Sebastian County, Arkansas - nordost
- Scott County, Arkansas - öst
- Polk County, Arkansas - sydost
- McCurtain County - syd
- Pushmataha County - sydväst
- Latimer County - väst
- Haskell County - nordväst